# Spazchow
Spazchow è il secondo album del duo musicale Barnes & Barnes distribuito nel 1981.
Il titolo significa "nato per soffrire nelle braccia di una donna e per fare musica" in "lumaniano" (lingua inventata dal duo).
Venne fatto un video per la canzone Love Tap.

## Tracce
(Tutte le canzoni sono dei Barnes & Barnes, tranne quelle con l'autore tra parentesi)

### Lato A
1. Intro - 0:17
2. I Need You (Gerry Beckley) - 2:27
3. Spooky Lady On Death Avenue - 3:18
4. Flechy's Revenge - 3:14
5. Love Tap - 2:41
6. Cats - 3:11
7. For You - 1:55
8. Where's The Water - 4:24

### Lato B
1. Swallow My Love - 3:07
2. And Other Things Too (E's Epistle) - 2:07
3. Slut - 4:04
4. Roadblock - 3:58
5. Unfinished Business - 3:42
6. The Inevitable Song - 2:47
7. Heart Ghosts - 1:40

## Curiosità
- La canzone And Other Things Too (E's Epistle) era stata scritta da Art Barnes (Bill Mumy) come una richiesta di perdono per ritornare dalla sua fidanzata Eileen.